# Американская эскимосская собака
Америка́нская эскимо́сская собака (англ. american eskimo dog) — порода собак, выведенная в США от немецкого шпица. Признана CKC, AKC, UKC, NKC, APRI, ACR.
Эта порода известна своей густой шерстью. Окрас шерсти чаще всего бывает полностью белый, иногда переходя в кремовый цвет.  Продолжительность жизни породы 15 лет и более.
Стандарт Американского клуба собаководства определяет 3 ростовых разновидности эскимосского шпица:
- Той: 22,9—30,5 см
- Миниатюрный: 30,5—38,1 см
- Стандартный: 38,1—48,3 см

## История породы
Американский эскимосский шпиц был выведен из белого немецкого шпица. Вполне возможно, что американский эскимосский шпиц также родственен с самоедом.
Когда немецкий шпиц был привезен в Америку, его переименовали в американского шпица, поскольку в те времена были распространены антинемецкие чувства. Сейчас эти собаки считаются отдельными породами, очень близко связанными друг с другом.
В 1913 году первые шпицы попали в Америку, где пользовались огромной популярностью и стоили очень дорого. В 1969 году была сформирована Североамериканская ассоциация любителей эскимосских шпицев. В 1985 году ради признания в AKC был сформирован Американский клуб эскимосских шпицев.
1 июля 1995 года американский эскимосский шпиц был признан Американским клубом собаководства.

## Внешний вид
Это маленькая или средняя собака нордического типа, всегда белая или белая с кремовым оттенком. Американская эскимосская собака компактно сложена и хорошо сбалансирована, с хорошим мышечным каркасом и настороженной, плавной походкой. Морда нордического типа с вертикальными треугольными ушами и характерной черной пигментацией (губы, нос и края глаз). 
Белый двойной шерстяной покров состоит из короткого, плотного подшерстка, через который растут более длинные остевые волосы, образуя внешний слой, который является прямым, без скручивания или волн. Шерсть более плотная и длинная вокруг шеи и груди, образует воротник, более заметный у кобелей, чем у сук. Задние ноги до скакательных суставов также покрыты более плотной, длинной шерстью, образующей характерные "штаны". Богато одетый хвост свободного постава на спине.

## Характер
Американский эскимосский шпиц — идеальная комнатная собачка, которая обладает многими талантами. Этот шпиц прекрасный сторожевой пес, надежный охранник, он может искать наркотики, участвовать в аджилити и других видах собачьего спорта.
Американский шпиц нежен со своим хозяином, невероятно предан и влюблен. Он всегда весел и игрив, не откажется поразвлекаться с детьми, легко обучается и стремится нравиться хозяину.
Эта собака подозрительна с незнакомцами, но если шпица познакомить с этим человеком, они станут неразлучны. Шпиц не должен бояться незнакомых людей, он должен их игнорировать и опасаться.
Нервозные, гиперактивные, трусливые или злобные собаки не допускаются к разведению. Поэтому шпиц нуждается в ранней социализации и приучении к людям.

## Условия содержания
Роскошная шерсть шпица всегда должна быть в чистоте. Два раза в неделю чистите собаку щеткой. Берегите собаку от блох, иначе паразиты могут вызвать у шпица дерматит.
Обеспечьте шпицу активные занятие и прогулки, иначе он растолстеет. Можно заниматься с ним аджилити или дрессировкой на послушание.